# Get Him Back!
Get Him Back! è un singolo della cantante statunitense Olivia Rodrigo, pubblicato il 15 settembre 2023 come terzo estratto dal secondo album in studio Guts.

## Descrizione
Get Him Back! è stata scritta dalla stessa cantante insieme a Daniel Nigro, ed è stata prodotta da quest'ultimo e da Alexander 23 e Ian Kirkpatrick.

## Video musicale
Il video musicale, pubblicato il 12 settembre 2023, è stato diretto da Jack Begert e filmato interamente con le fotocamere dell'iPhone 15 Pro, come parte di una collaborazione con Apple.

## Tracce
Testi e musiche di Olivia Rodrigo e Daniel Nigro.
1. Get Him Back! – 3:31

## Classifiche
| Classifica (2023) | Posizione massima |
| ----------------- | ----------------- |
| Australia         | 6                 |
| Austria           | 52                |
| Canada            | 11                |
| Germania          | 78                |
| Norvegia          | 19                |
| Nuova Zelanda     | 5                 |
| Paesi Bassi       | 48                |
| Portogallo        | 31                |
| Regno Unito       | 7                 |
| Spagna            | 79                |
| Stati Uniti       | 11                |
| Svezia            | 28                |
| Svizzera          | 86                |